# August Landmesser
August Landmesser (Moorrege, 24 de maio de 1910 — Ston, 17 de outubro de 1944) foi um operário do estaleiro Blohm + Voss em Hamburgo, Alemanha, mais conhecido por supostamente aparecer em uma fotografia recusando-se a fazer a saudação nazista no lançamento do navio de treinamento SSS Horst Wessel em 13 de junho de 1936.

## Biografia
August Landmesser foi o único filho de August Franz Landmesser e Wilhelmine Magdalene (nascida Schmidtpott). Em 1931, esperando que isso o ajudasse a conseguir um emprego, juntou-se ao Partido Nazista. Em 1935, quando se envolveu com Irma Eckler (uma judia), ele foi expulso do partido. O casal se registrou para casar-se em Hamburgo, mas as Leis de Nuremberg, promulgadas um mês depois, impediram o casamento. Em 29 de outubro de 1935, nasceu a primeira filha de Landmesser e Eckler, Ingrid.
A agora famosa fotografia, em que um homem identificado como Landmesser se recusa a fazer a saudação nazista, foi tirada em 13 de junho de 1936.
Em 1937, Landmesser e Eckler tentaram fugir para a Dinamarca mas foram presos. Ela estava grávida novamente e foi acusada e considerada culpada, em julho de 1937, por "desonrar a raça" sob as leis da política racial da Alemanha Nazista. Landmesser argumentou que nem ele nem Eckler sabiam que ela era totalmente judia e foi absolvido em 27 de maio de 1938 por falta de provas, com o aviso de que a reincidência resultaria em uma pena de prisão de vários anos. O casal continuou seu relacionamento publicamente e, em 15 de julho de 1938, ele foi preso novamente e sentenciado a dois anos e meio no campo de concentração Börgermoor.

Eckler foi presa pela Gestapo em Fuhlsbüttel, onde nasceu sua segunda filha, Irene. Dali foi enviada para o campo de concentração de Oranienburg, mais tarde para o campo para mulheres de Lichtenburg e então para o campo de concentração de Ravensbrück. Suas filhas inicialmente foram enviadas para um orfanado da cidade. Depois, Ingrid recebeu permissão para morar com sua avó materna; Irene foi para a casa de pais adotivos em 1941. Depois da morte da avó em 1953, Ingrid também foi colocada com pais adotivos. Algumas cartas vieram de Irma Eckler até janeiro de 1942. Acredita-se que ela foi levada para o Campo de extermínio de Bernburg em fevereiro de 1942, onde foi uma das 14 mil pessoas assassinadas. Durante a documentação do pós-guerra, ela foi declarada legalmente morta em 1949 na data de 28 de abril de 1942.

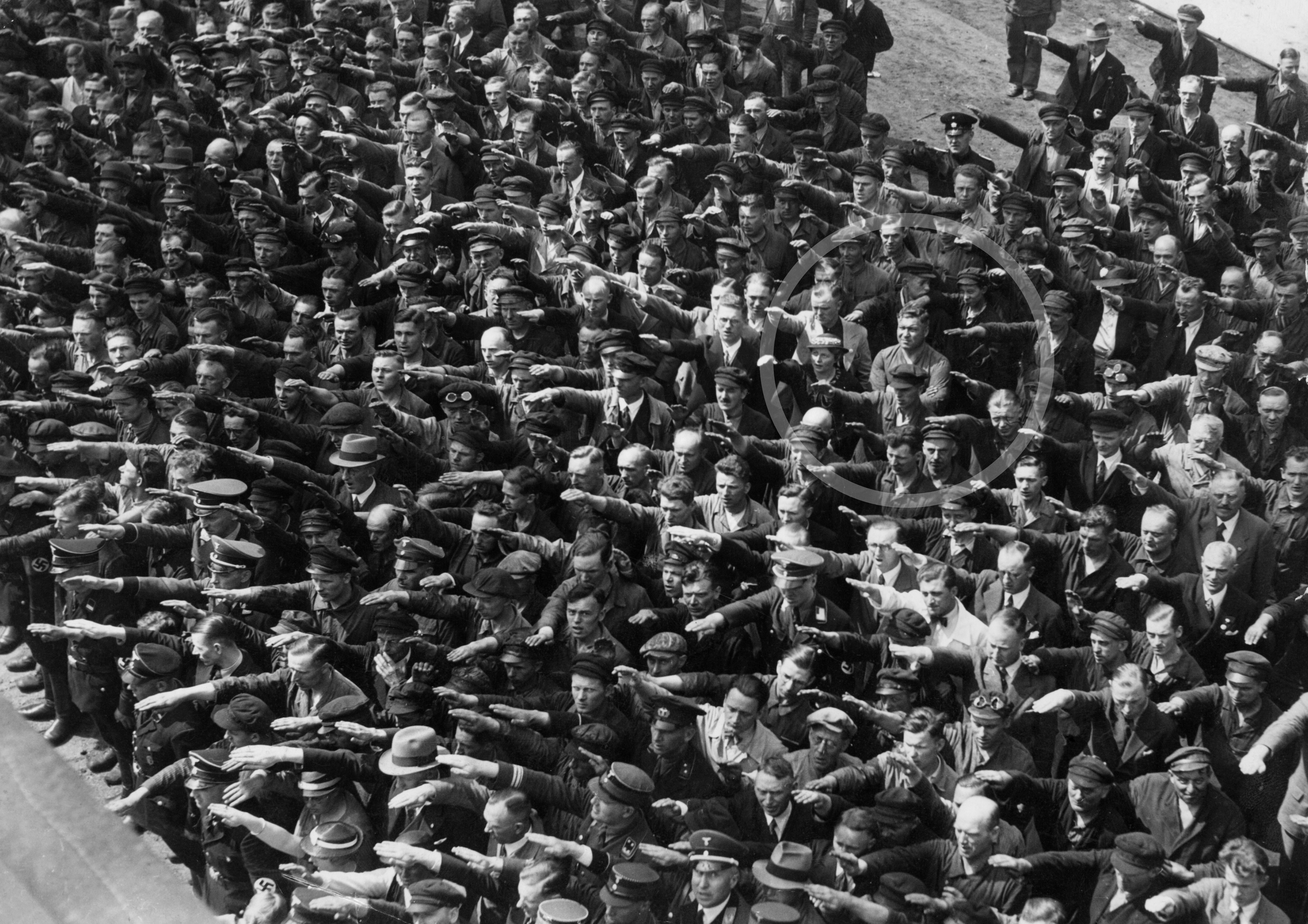
Famosa fotografia em que um homem, identificado por sua filha como August Landmesser, recusa-se a fazer a saudação nazista.

Enquanto isso, Landmesser foi libertado da prisão em 19 de janeiro de 1941. Ele trabalhava como capataz para a Püst, uma empresa de transportes. A empresa tinha uma filial no Heinkel-Werke (fábrica) em Warnemünde.
Em fevereiro de 1944, ele foi convocado para um batalhão penal, a 999ª Divisão Leve da África (Wehrmacht). Ele foi declarado desaparecido em ação e presumivelmente morto durante a luta na Croácia em 17 de outubro de 1944. Tal como Eckler, foi declarado legalmente morto em 1949.
O casamento de August Landmesser e Irma Eckler foi reconhecido retroativamente pelo Senado de Hamburgo no verão de 1951 e no outono do mesmo ano, Ingrid assumiu o sobrenome Landmesser. Irene continuou a usar o sobrenome Eckler.

## Landmesser x  Wegert
Em 1996, Irene Eckler publicou o livro Die Vormundschaftsakte 1935–1958: Verfolgung einer Familie wegen "Rassenschande" (A Lei de Tutela 1935–1958: perseguição de uma família por "desonrar a raça"). Esse livro sobre a história de sua família inclui uma grande quantidade de documentos originais da época, incluindo cartas de sua mãe e documentos de instituições estatais.
Na fotografia tirada em 13 de junho de 1936 e publicada em 22 de março de 1991 no Die Zeit, uma pessoa identificada por Irene como sendo de seu pai, August Landmesser, foi destaque. A foto mostra uma grande concentração de trabalhadores do estaleiro Blohm+Voss, em Hamburgo, durante um comício para o lançamento do navio-escola da Marinha Horst Wessel. Todos na imagem elevam o braço na saudação nazista, exceto um homem, na parte de trás da multidão, que está com os braços ostensivamente cruzados sobre o peito. 
Porém, uma outra família identificou esse homem como Gustav Wegert (1890-1959), também um operário metalúrgico da Blohm & Voss. De fato, Wegert se parece com o homem da foto - mais do que August Landmesser.